# Symeón Ballís
Symeón Ballís (en grec Συμεών Μπαλλής), né le 31 janvier 1955 à Vólos en Grèce, est un homme politique grec.

## Biographie
Aux élections législatives grecques de janvier 2015, il est élu député au Parlement grec sur la liste de la SYRIZA dans la circonscription de la Magnésie.